# Gran Premio di superbike di Laguna Seca 2015
Il Gran Premio di superbike di Laguna Seca 2015 è stato la nona prova del mondiale superbike del 2015, non prevista la gara del mondiale supersport. Sia in gara uno che in gara due vince Chaz Davies, autore della pole position, davanti ai piloti ufficiali Kawasaki Tom Sykes e Jonathan Rea.

## Gara 1
Fonte

### Arrivati al traguardo
| Pos. | Nº | Pilota               | Squadra                          | Motocicletta      | Giri | Tempo     | Griglia | Punti |
| ---- | -- | -------------------- | -------------------------------- | ----------------- | ---- | --------- | ------- | ----- |
| 1º   | 7  | Chaz Davies          | Aruba.it Racing-Ducati SBK       | Ducati Panigale R | 25   | 35'15.693 | 1º      | 25    |
| 2º   | 66 | Tom Sykes            | Kawasaki Racing                  | Kawasaki ZX-10R   | 25   | +1.798    | 4º      | 20    |
| 3º   | 65 | Jonathan Rea         | Kawasaki Racing                  | Kawasaki ZX-10R   | 25   | +2.107    | 5º      | 16    |
| 4º   | 34 | Davide Giugliano     | Aruba.it Racing-Ducati SBK       | Ducati Panigale R | 25   | +15.954   | 2º      | 13    |
| 5º   | 81 | Jordi Torres         | Aprilia Racing Team - Red Devils | Aprilia RSV4 RF   | 25   | +19.661   | 3º      | 11    |
| 6º   | 22 | Alex Lowes           | VOLTCOM Crescent Suzuki          | Suzuki GSX-R1000  | 25   | +24.431   | 8º      | 10    |
| 7º   | 1  | Sylvain Guintoli     | PATA Honda                       | Honda CBR1000RR   | 25   | +26.971   | 9º      | 9     |
| 8º   | 60 | Michael van der Mark | PATA Honda                       | Honda CBR1000RR   | 25   | +35.428   | 15º     | 8     |
| 9º   | 36 | Leandro Mercado      | Barni Racing                     | Ducati Panigale R | 25   | +41.261   | 14º     | 7     |
| 10º  | 2  | Leon Camier          | MV Agusta Reparto Corse          | MV Agusta F4 RR   | 25   | +44.383   | 10º     | 6     |
| 11º  | 14 | Randy de Puniet      | VOLTCOM Crescent Suzuki          | Suzuki GSX-R1000  | 25   | +52.748   | 17º     | 5     |
| 12º  | 40 | Román Ramos          | Team Go Eleven                   | Kawasaki ZX-10R   | 25   | +54.906   | 16º     | 4     |
| 13º  | 91 | Leon Haslam          | Aprilia Racing Team - Red Devils | Aprilia RSV4 RF   | 25   | +1'18.150 | 6º      | 3     |
| 14º  | 23 | Christophe Ponsson   | Team Pedercini                   | Kawasaki ZX-10R   | 25   | +1'20.220 | 18º     | 2     |
| 15º  | 45 | Gianluca Vizziello   | Grillini SBK                     | Kawasaki ZX-10R   | 24   | +1 giro   | 21º     | 1     |
| 16º  | 10 | Imre Tóth            | BMW Team Toth                    | BMW S1000 RR      | 24   | +1 giro   | 22º     |       |

### Ritirati
| Nº | Pilota            | Squadra             | Motocicletta      | Giri | Griglia |
| -- | ----------------- | ------------------- | ----------------- | ---- | ------- |
| 44 | David Salom       | Team Pedercini      | Kawasaki ZX-10R   | 24   | 11º     |
| 51 | Santiago Barragán | Grillini SBK        | Kawasaki ZX-10R   | 19   | 20º     |
| 75 | Gábor Rizmayer    | BMW Team Toth       | BMW S1000 RR      | 14   | 19º     |
| 86 | Ayrton Badovini   | BMW Motorrad Italia | BMW S1000 RR      | 3    | 12º     |
| 15 | Matteo Baiocco    | Althea Racing       | Ducati Panigale R | 0    | 13º     |
| 59 | Niccolò Canepa    | Althea Racing       | Ducati Panigale R | 0    | 7º      |

## Gara 2
Fonte

### Arrivati al traguardo
| Pos. | Nº | Pilota               | Squadra                          | Motocicletta       | Giri | Tempo     | Griglia | Punti |
| ---- | -- | -------------------- | -------------------------------- | ------------------ | ---- | --------- | ------- | ----- |
| 1º   | 7  | Chaz Davies          | Aruba.it Racing-Ducati SBK       | Ducati Panigale R  | 25   | 35'13.816 | 1º      | 25    |
| 2º   | 66 | Tom Sykes            | Kawasaki Racing                  | Kawasaki ZX-10R    | 25   | +1.406    | 4º      | 20    |
| 3º   | 65 | Jonathan Rea         | Kawasaki Racing                  | Kawasaki ZX-10R    | 25   | +1.982    | 5º      | 16    |
| 4º   | 81 | Jordi Torres         | Aprilia Racing Team - Red Devils | Aprilia RSV4 RF    | 25   | +16.551   | 3º      | 13    |
| 5º   | 91 | Leon Haslam          | Aprilia Racing Team - Red Devils | Aprilia RSV4 RF    | 25   | +17.772   | 6º      | 11    |
| 6º   | 86 | Ayrton Badovini      | BMW Motorrad Italia              | BMW S1000 RR       | 25   | +31.735   | 12º     | 10    |
| 7º   | 60 | Michael van der Mark | PATA Honda                       | Honda CBR1000RR SP | 25   | +34.446   | 15º     | 9     |
| 8º   | 59 | Niccolò Canepa       | Althea Racing                    | Ducati Panigale R  | 25   | +38.048   | 7º      | 8     |
| 9º   | 36 | Leandro Mercado      | Barni Racing                     | Ducati Panigale R  | 25   | +41.755   | 14º     | 7     |
| 10º  | 2  | Leon Camier          | MV Agusta Reparto Corse          | MV Agusta F4 RR    | 25   | +49.105   | 10º     | 6     |
| 11º  | 14 | Randy de Puniet      | VOLTCOM Crescent Suzuki          | Suzuki GSX-R1000   | 25   | +56.249   | 17º     | 5     |
| 12º  | 40 | Román Ramos          | Team Go Eleven                   | Kawasaki ZX-10R    | 25   | +1'01.630 | 16º     | 4     |
| 13º  | 15 | Matteo Baiocco       | Althea Racing                    | Ducati Panigale R  | 25   | +1'12.647 | 13º     | 3     |
| 14º  | 45 | Gianluca Vizziello   | Grillini SBK                     | Kawasaki ZX-10R    | 24   | +1 giro   | 21º     | 2     |
| 15º  | 23 | Christophe Ponsson   | Team Pedercini                   | Kawasaki ZX-10R    | 24   | +1 giro   | 18º     | 1     |
| 16º  | 75 | Gábor Rizmayer       | BMW Team Toth                    | BMW S1000 RR       | 24   | +1 giro   | 19º     |       |
| 17º  | 10 | Imre Tóth            | BMW Team Toth                    | BMW S1000 RR       | 23   | +2 giri   | 22º     |       |
| 18º  | 51 | Santiago Barragán    | Grillini SBK                     | Kawasaki ZX-10R    | 22   | +3 giri   | 20º     |       |

### Ritirati
| Nº | Pilota           | Squadra                    | Motocicletta       | Giri | Griglia |
| -- | ---------------- | -------------------------- | ------------------ | ---- | ------- |
| 22 | Alex Lowes       | VOLTCOM Crescent Suzuki    | Suzuki GSX-R1000   | 6    | 8º      |
| 44 | David Salom      | Team Pedercini             | Kawasaki ZX-10R    | 3    | 11º     |
| 34 | Davide Giugliano | Aruba.it Racing-Ducati SBK | Ducati Panigale R  | 1    | 2º      |
| 1  | Sylvain Guintoli | PATA Honda                 | Honda CBR1000RR SP | 1    | 9º      |